# Carl Stooss
Carl Stooss (né le 13 octobre 1849 à Berne et mort le 24 février 1934 à Graz, originaire de Berne) était un avocat pénaliste suisse. Il est considéré comme le créateur spirituel du code pénal suisse, et à ce titre, un des pénalistes suisses les plus connus.

## Biographie
Carl Stooss naît à Berne en 1849 de Sigmund Karl Stooss, boucher et membre du Conseil-exécutif du canton de Berne, et de Julie von Rümelin (de), une famille originaire du Wurtemberg,. Il a deux frères cadets, Max Stooss (qui devient professeur en pédiatrie à Berne) et Alfred Stooss (juriste et juge au Tribunal fédéral).

### Jeunesse et études
Il fait toute sa scolarité dans la ville fédérale et entame le droit à l'Université de Berne en 1868, de son propre aveu, « sans enclin ni vocation » (« ohne Neigung und Beruf »). Il rejoint la société d'étudiants Zofingue au semestre d'été 1868 et en est le président dans les années 1871-1872. Après un semestre d'études à Leipzig, puis le semestre de printemps 1869 à Heidelberg, il rentre en Suisse pour faire son école de recrues. À la suite de la mort de son père en 1870, il doit remplir les fonctions de pater familias, devant subvenir aux besoins de ses frères (sa mère étant morte en 1864).
Il bénéficie d'enseignements particuliers (privatissima dans le langage universitaire) auprès du professeur de droit public et pénal Adolf Samuely, qui lui donne le goût du droit pénal. Il termine ses études en 1873 et obtient son brevet d'avocat à l'âge de 23 ans.

### Courte carrière en tant qu'avocat
Un an après avoir obtenu le brevet d'avocat, il ouvre sa propre étude à Berne, sans avoir beaucoup de clients. Il est élu président du tribunal du district de Berne en 1876. Après une longue préparation, il rédige sa thèse de doctorat auprès du professeur Samuely en trois semaines, portant sur le thème des sanctions pécuniaires. Il y défend l'idée que ces sanctions sont hautement personnelles ; il s'agit là d'une nouvelle vision, car à cette époque, la majeure partie des codes pénaux cantonaux prévoit l'héritabilité de la sanction pécuniaire.

### Carrière universitaire à Berne
Il rédige son habilitation auprès du professeur Karl Gustav König (de) en 1879 ; il enseigne en parallèle comme Privatdozent le droit de procédure civile bernois à l'Université de Berne.
Après la mort inattendue de son directeur de thèse, il se porte candidat à la chaire de Samuelty alors qu'il ne se disait pas prédestiné à une carrière académique. Le 10 janvier 1882, il est élu professeur titulaire de droit pénal, de procédure pénale, de droit constitutionnel et de procédure civile par le Conseil-exécutif du canton de Berne. Sa charge de travail et ses propres doutes sur sa capacité à enseigner le poussent à aller consulter chez son ami, le neurologue Paul Charles Dubois (qui enseigne également à Berne). Ce dernier lui conseiller de prendre congé au début de 1884. Stooss reprend l'enseignement au semestre d'hiver 1884/1885.
En 1885, il est élu juge à la Cour suprême du canton de Berne par le Grand Conseil bernois, ce qui l'oblige à démissionner de ses fonctions professorales. En 1890, il est à nouveau élu professeur de droit pénal comparé suisse et fédéral à Berne.

### Préparation de l'avant-projet de code pénal
Entre 1890 et 1896, il est mandaté par Département fédéral de justice et police et travaille à la réforme du droit pénal suisse et à son unification. En 1890, il présente un ouvrage de référence sur les systèmes pénaux cantonaux. Deux ans plus tard, il publie deux volumes intitulés : Les codes pénaux suisses : rangés par ordre de matières et publiés à la demande du Conseil fédéral. Enfin, en 1893, il publie l'Avant-projet de Code pénal suisse, qui forme la base du Code pénal suisse entré en vigueur en 1942. Il y proposait de compléter le système punitif traditionnel par un système de mesures. Cette contribution a considérablement influencé la politique pénale européenne du XXe siècle. Sa contribution à l'élaboration du Code pénal en fait un des pénalistes suisses les plus connus.

### Professeur à Vienne
En 1896, il accepte pour des raisons économiques un poste de professeur de droit pénal à l'Université de Vienne. Il est élu à l'Académie autrichienne des sciences en 1925. Il tente de réformer le droit pénal autrichien, sans succès. Il devient professeur émérite en 1919, prenant ainsi sa retraite.

### Retraite et mort
Il continue à donner des exercices de politique pénale à l'université, mais vit ensuite d'une pension que l'État autrichien lui accorde. Cette pension d'État (liée au domicile en Autriche) l'empêche de retourner en Suisse. L'inflation d'après-guerre en Autriche réduit presque à néant sa fortune personnelle. Il publie une autobiographie en 1925.
Après la mort de sa femme en 1923, il déménage à Graz et vit de manière recluse. Atteint d'une maladie oculaire, il meurt à Graz en février 1934, à l'âge de 84 ans.

### Postérité
Une ruelle du quartier de Floridsdorf à Vienne, la Stooßgasse, porte son nom depuis 1936.